# 佐野正幸 (作家)
佐野 正幸（さの まさゆき、1952年5月22日 - 2016年3月21日）は、日本のスポーツライター、ノンフィクション作家。北海道札幌市北区出身。札幌光星高等学校、神奈川大学卒業。
元近鉄バファローズ応援団長として知られ、パシフィック・リーグ（パ・リーグ）スタンド視点のライターとして活動した。有限会社Buプランニング所属。

## 来歴・人物
中学2年時に学校ではやっていた野球ゲームで阪急ブレーブスを担当したことがきっかけで阪急と当時の同監督・西本幸雄のファンになる。翌年阪急が首位を走り始めた頃に西本に手紙を書いたところ、筆不精で知られる本人直々に返事がきたことから、親交が始まる。
その後、1974年に西本が近鉄バファローズ監督に就任すると、阪急・近鉄とも応援するようになったが、1976年に阪急が日本シリーズで初めて読売ジャイアンツを破って日本一になったのを見届けて近鉄ファンに完全に鞍替えした。大学卒業後、西本の紹介で東京近鉄百貨店 に就職し、仕事の傍ら近鉄の応援団長を務め、関東でゲームがある場合必ず駆けつけた。西本は1981年に辞任したものの選手からの勧めもあって近鉄の応援を続行、1998年に退職してからは著述活動へ移行。
2004年、出身地の北海道札幌市に日本ハムファイターズが東京から移転し北海道日本ハムファイターズとなり、また同年6月に発生した球界再編問題によって大阪近鉄バファローズが自身がかつて応援していた阪急の後継球団であるオリックス・ブルーウェーブに吸収合併されて消滅した後は、パ・リーグを軸とした「スタンド視点」からの執筆・講演活動へと移行している。テレビでは「プロ野球ここだけの話（CSフジ）」「のりゆきのトークDE北海道（北海道文化放送）」など。ラジオでは「あさまるステーション（岡山・山陽放送）にレギュラーを持っていたほか、単発では多数出演。また北海道新聞の日本ハム応援コーナー「がんばれファイターズ」にも1ヵ月に1度のコラム連載を持っている他、2011年秋より1年間の契約で、共同通信社を通じて西日本新聞や新潟日報などの地方新聞に月1回スポーツコラムを書いていた。また2012年9月25日のテレビ北海道「日本ハム対ロッテ戦中継」において、北海道の放送局初となる音声多重放送の副音声ゲストとして、スキージャンプの葛西紀明と共に出演した。
著述業以外にも結婚披露宴やパーティーの司会も生業としていた。講演会、トークライブもしばしば行っている。野球以外でも放送業界・アイドル・風俗史などにも造詣があり、2012年7月には「二時間ドラマあるある」（宝島社）を上梓した。
高校時代の同級生に菅野詩朗、一柳忍がいる。山陽放送の元アナウンサーの中尾俊直は大学時代の同級生。スポーツライターの小関順二とは盟友で、元八王子市会議員佐野美和とも懇意である。立花夢果とは野球観戦仲間であり、様々なイベントで共演している。またプロ野球選手の原拓也は、義理の甥である。その他、野球選手や芸能人・文化人との交友関係も広い。
2016年3月21日午前4時頃、不整脈のため急死。63歳没。

## 著作
- 『1988年「10.19」の真実：平成のパリーグを変えた日』（新風舎、1999年6月、ISBN 4797409304）
  - 『1988年10.19の真実：「近鉄－ロッテ」川崎球場が燃えた日』（光文社知恵の森文庫、2004年10月、ISBN 4334783201）
  - 『1988年10.19の真実』（主婦の友文庫、2010年5月、ISBN 9784072717622）
    - 「パ・リーグの一番長い日」とも呼ばれ、佐野が川崎球場のスタンドで観戦した1988年10月19日の近鉄バファローズ－ロッテオリオンズ戦（及び、同日に発表された阪急ブレーブスの売却発表など）に関する回想など。佐野の最初の著作。その後2度にわたって加筆され文庫化。
- 『1989年・嗚呼! G戦上のバリア：日本シリーズ対巨人戦の悲劇：わが愛する近鉄バファローズはどうしても日本一になれないのか!?』（新風舎、2000年5月、ISBN 4797413425）
- 『もうひとつの「江夏の21球」：1979年日本シリーズ近鉄vs広島』（新風舎、2001年9月、ISBN 4797416963／主婦の友文庫、2009年11月、ISBN 9784072694176）
  - 以上3冊は総称して「近鉄無念の三部作」と呼ばれる[1]。
- 『ねじれた白球』（愛知出版、2001年3月、ISBN 4434009206）
- 『札幌人よ!日本ハム移転で大きく変われ!』（日刊スポーツ出版社、2003年6月、ISBN 4817202238）
- 『野球狂の応援歌：パ・リーグのスタンドとともに歩いた40年』（新風舎、2003年7月、ISBN 4797431660）
- 『近鉄消滅：新生パ・リーグ誕生』（長崎出版、2005年9月、ISBN 4860950941）
- 『あの頃こんな球場があった：昭和プロ野球秘史』（草思社、2006年2月、ISBN 479421474X）
  - 『昭和プロ野球を彩った「球場」物語』（宝島社SUGOI文庫、2009年3月、ISBN 9784796669207） - 『あの頃こんな球場があった』の加筆上での文庫化。
- 『栄光の敗者たち：遙かなる猛牛戦士の伝説』（長崎出版、2007年2月、ISBN 9784860951849）
- 『プロ野球の世界に生きるということ：フェンスの向こうの特殊性』（長崎出版、2007年8月、ISBN 9784860952051）
- 『パ・リーグどん底時代：激動の昭和48年』（長崎出版、2009年5月、ISBN 9784860953287）
  - ロッテの本拠地だった東京スタジアム閉鎖や東映フライヤーズの日拓ホームへの身売りなどで始まり、ロッテと日拓の合併構想を軸に「パ・リーグ消滅」「1リーグ制移行」が報道された1973年のプロ野球再編問題を扱った著作。
- 『プロ野球乱闘伝説』（長崎出版、2011年1月、ISBN 9784860954451）
- 『2時間ドラマあるある』（宝島社、2012年7月、ISBN 9784796681131)
- 『プロ野球「最低」の事件簿』(長崎出版、2013年2月、ISBN 9784860955571)
- 『パ・リーグ激動の昭和48年』(日刊スポーツ出版社、2015年9月、ISBN 9784817203366)既刊「パ・リーグどん底時代」を前版元倒産のため対談などを加えて改販。
- 『完本 プロ野球乱闘伝説』（ミライカナイ、2016年11月、ISBN 9784907333133）既刊「プロ野球乱闘伝説」を、筆者と宮下昌己との対談などを加えて改版。